# Всадник на белом коне (фильм)
«Всадник на белом коне» (азерб. Ağ atlı oğlan) (другое название — «Мальчик на белом коне») — художественный фильм, снятый в 1995 году режиссёром Энвер Аблучем на киностудии Азербайджанфильм.

## Сюжет
Фильм на военно-патриотическую тематику, героическая баллада рассказывает о борьбе маленького мальчика, убежавшего на карабахский фронт и совершившего там героический поступок.
Герой фильма — Мурад, 12-13 лет, представляющий себя героем из сказок, которые часто рассказывает ему бабушка. Самая любимая из них сказка «Белая Лошадь». Когда главный герой этой сказки появляется в белой одежде и на белом коне, люди становятся свидетелями победы добра над злом. Во время одного из сражений за Нагорный Карабах Мурад также появляется на белом, но не коне, а белом танке …
Фильм заканчивается оптимистичным финалом и призывает к жертвенности во имя победы.

## В ролях
- Энвер Аблуч
- Орхан Надиров — Рашад
- С. Мухтарова
- Садая Мустафаева — Жемчужная бабушка
- Яшар Нури — Абдул
- Руслан Насиров — Сафар
- Эльдиниз Кулиев
- Аббаскулу Аблуч — Мурад
- Эльхан Гулиев — Фалькон
- Мазаир Агаев — командир

## Награды
- Фильм «Всадник на белом коне» выиграл первую премию на Международном фестивале детских фильмов в Исламской Республике Иран.